# Rodrigo Jiménez de Rada

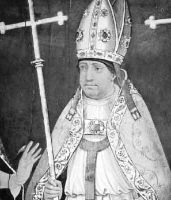
Bisschop Rodrigo Jiménez de Rada

Rodrigo Jiménez de Rada (rond 1170 - 10 juni 1247) was een Spaans rooms-katholiek geestelijke en aartsbisschop van Toledo en primaat van Spanje.
Hij was afkomstig uit een adellijke familie uit Navarra en studeerde aan de universiteiten van Bologna en Parijs. In 1209 werd hij benoemd tot aartsbisschop van Toledo. Hij werd door koning Alfons VIII van Castilië naar Rome gestuurd om van paus Innocentius III steun te krijgen voor een kruistocht tegen de Moorse Almohaden. Hij maakte daarna een rondreis door Italië, Noord-Francia, Duitsland en de Provence en wist door zijn preken steun te krijgen van een contingent buitenlandse kruisridders. Zo was hij belangrijk in de beslissende overwinning van de christenlegers in de Slag bij Las Navas de Tolosa (1212).

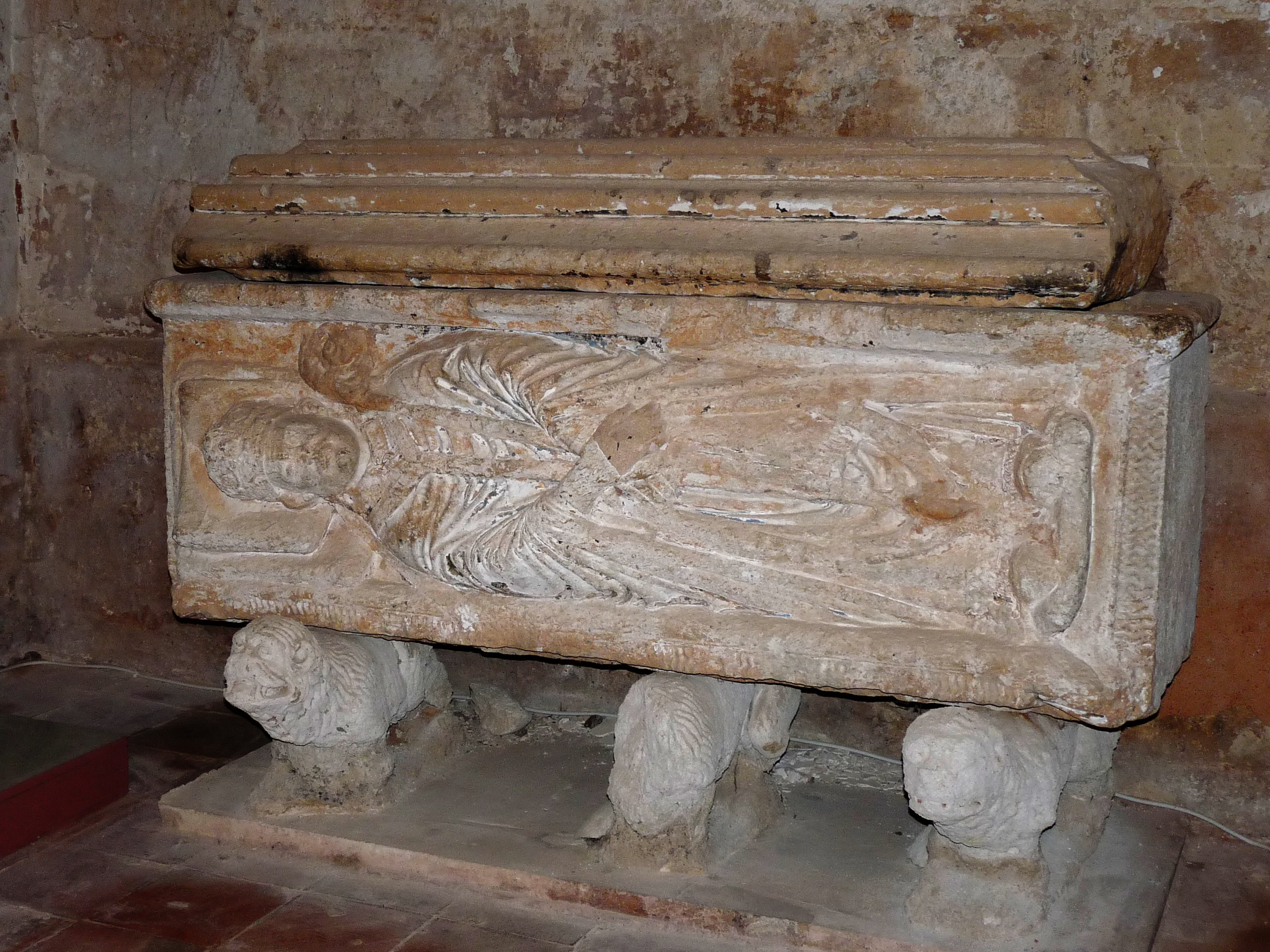
Zijn graftombe in het klooster van Santa María de Huerta

- Bibsys: 90320890
- Biblioteca Nacional de Chile: 000094263
- Biblioteca Nacional de España: XX981134
- Bibliothèque nationale de France: cb121758532 (data)
- CiNii: DA02640251
- Gemeinsame Normdatei: 119527626
- International Standard Name Identifier: 0000 0001 0877 6696
- Library of Congress Control Number: n88029439
- Nationale Bibliotheek van Tsjechië: jn19990004043
- Nationale bibliotheek van Australië: 61542963
- Nationale Bibliotheek van Israël: 987007276575105171
- Nationale Bibliotheek van Polen: a0000002412942
- Nederlandse Thesaurus van Auteursnamen: 073223425
- Réseau des bibliothèques de Suisse occidentale: 02-A000094639
- Istituto Centrale per il Catalogo Unico: CFIV049620
- LIBRIS: 64740
- SNAC: w68d0h4f
- Système universitaire de documentation: 030317983
- Trove: 1843848
- Virtual International Authority File: 22130319